# Cuzion
Cuzion ist eine französische Gemeinde mit 474 Einwohnern (Stand 1. Januar 2022) im Département Indre in der Region Centre-Val de Loire; sie gehört zum Arrondissement Châteauroux und zum Kanton Argenton-sur-Creuse.

## Geografie
Cuzion liegt an der die westliche Gemeindegrenze bildenden Creuse, etwa 40 Kilometer südlich von Châteauroux. Die Creuse wird im Bereich zwischen Cuzion und Éguzon-Chantôme aufgestaut. Der so entstandene zwölf Kilometer lange Lac de Chambon dient der Energiegewinnung (Kraftwerk Barrage d’Éguzon) und der Naherholung.
Zur Gemeinde Cuzion gehören die Ortsteile Le Cerisier, Les Chérons, La Jarrige, Le Champ de Roches, Bonnu, Les Couvieilles und Le Quartier.
Nachbargemeinden von Cuzion sind Gargilesse-Dampierre im Norden, Saint-Plantaire im Südosten, Éguzon-Chantôme im Südwesten und Baraize im Nordwesten.

## Bevölkerungsentwicklung
| Jahr      | 1962 | 1968 | 1975 | 1982 | 1990 | 1999 | 2007 | 2017 |
| Einwohner | 841  | 757  | 618  | 562  | 524  | 504  | 461  | 440  |

## Sehenswürdigkeiten
- Reste des Château de Châteaubrun